# Töpfermuseum Stoob

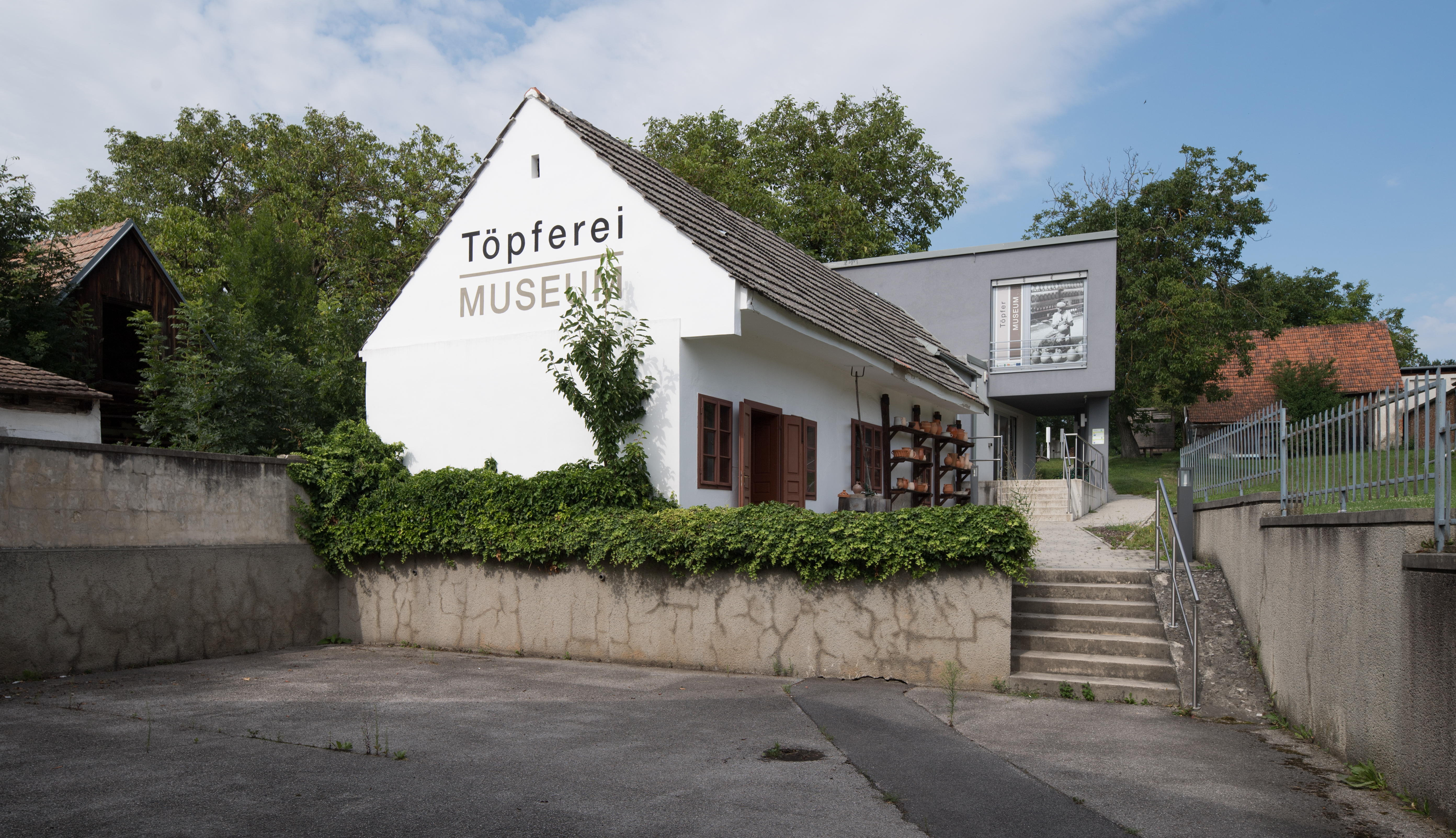
Töpferei Museum in Stoob

Das Töpfermuseum Stoob steht in der Hauptstraße 85 der Marktgemeinde Stoob im Bezirk Oberpullendorf im Burgenland.
Stoob ist ein langes Straßendorf, mit teils noch erhaltenen Streck- und Hackenhöfen. Seit dem 17. Jahrhundert ist Stoob Sitz einer Hafnerzunft, die das Vorkommen von Tonerde nutzt. Im Jahre 1754 wurde von Fürst Paul II. Esterházy eine Zunftordnung ausgestellt. Um 1880 arbeitete in jedem zweiten Haus ein Hafner mit einem kleinen bäuerlichen Besitz als Nebenerwerb. Im Jahre 1938 gab es noch zwölf in der Innung vereinte Hafner.
Bemerkenswert ist der Stoober Plutzer, das ist ein Mostkrug, der mit einem aufgebrannten Muster aus weißen Spirallinien eine Verwandtschaft zu prähistorischer Keramik zeigt.
Auf Hauptstraße 85 war eine sogenannte Halbwirtschaft. An der Straßenseite wohnte die Töpferfamilie Johann und Susanne Felber, im Hintenaus die Familie Paul und Sophie Hoffmann. Beide Häuser wurden im Jahre 1978 von der Raiffeisenbank gekauft. Am Grundstück der Familie Felber wurde ein Bankhaus errichtet und in den Wohnräumen der Familie Hoffmann wurde ein Töpfermuseum eingerichtet. Der im Garten situierte Brennofen, nach antiker Art mit einem Gewölbe aus zusammengesteckten Töpfen, wurde restauriert. Das Töpfermuseum wurde zur 750-Jahr-Feier von Stoob im Jahre 1979 eröffnet.
Seit 1956 gibt es in Stoob eine Landesfachschule für Keramik und Ofenbau. Der zunehmende Wohlstand und der Tourismus brachte einen neuen Aufschwung für das Töpferhandwerk mit der Kunst der Freidreharbeiten auf der Töpferscheibe.